# Мічурінський сільський округ (Байтерецький район)
Мічу́рінський сільський округ (каз. Мичурин ауылдық округі, рос. Мичуринский сельский округ) — адміністративна одиниця у складі Байтерецького району Західноказахстанської області Казахстану. Адміністративний центр — село Мічурінське.
Населення — 9718 осіб (2021; 7486 у 2009, 5146 у 1999, 4895 у 1989).
Станом на 1989 рік існувала Мічурінська сільська рада (села Абай, Джамбул, Зелене, Мічурінське, Набережне, Октябрське) колишнього Приурального району. 2011 року села Абай та Садове.

## Склад
До складу округу входять такі населені пункти:
| Населений пункт   | Старі назви | Населення, осіб (1989) | Населення, осіб (1999) | Населення, осіб (2009) | Населення, осіб (2021) |
| ----------------- | ----------- | ---------------------- | ---------------------- | ---------------------- | ---------------------- |
| Абай, село        | -           | 125                    | 47                     | 19                     | -                      |
| Асан, село        | Набережне   | 308                    | 614                    | 946                    | 2199                   |
| Жамбил, село      | Джамбул     | 549                    | 509                    | 660                    | 506                    |
| Зелене, село      | -           | 354                    | 279                    | 349                    | 323                    |
| Мічурінське, село | -           | 3048                   | 3294                   | 4924                   | 6219                   |
| Октябрське, село  | -           | 511                    | 403                    | 540                    | 471                    |
| Садове, село      | -           | -                      | 0                      | 48                     | -                      |